# American Hustle
American Hustle és una pel·lícula de 2013 dirigida per David O. Russell i escrita per Russell i Eric Warren Singer. Està basada en una operació ABSCAM del FBI en la dècada dels 70 i 80. Es va estrenar el 13 de desembre del 2013. En els papers principals apareixen Christian Bale, Amy Adams i Bradley Cooper. Jeremy Renner, Jennifer Lawrence i Louis C.K. participen en rols secundaris.
Des de la seva estrena la pel·lícula va rebre lloances de la crítica especialitzada i del públic. Va rebre deu nominacions als Oscar, entre les quals destaquen les d'Oscar a la millor pel·lícula, al millor director (per a Russell), al millor guió original, i en les quatre categories d'interpretacions: millor actor per a Bale, millor actriu per a Adams, millor actor de repartiment per a Cooper i millor actriu de repartiment per a Lawrence. Va obtenir set nominacions als Globus d'Or, de les quals finalment va guanyar 3 premis: Millor pel·lícula - Comèdia o musical, Millor actriu - Comèdia o musical per a Adams i Millor actriu de repartiment per a Lawrence.
Aquesta va ser la primera participació en rols protagonistes compartits de Bale i Adams, ja que 5 anys després, protagonitzarien la pel·lícula Vice, aconseguint també comentaris positius per part de la critica i públic. El director, O. Russell, va reunir en aquesta pel·lícula a quatre actors-actrius que havien tingut rols com a protagonistes dels seus films anteriors, com és el cas de Bale i Adams, que ho van ser en la pel·lícula The Fighter, així com de Cooper i Lawrence, que van protagonitzar la pel·lícula Silver Linings Playbook.

## Argument
El 1974, un empresari poc rellevant, Irving Rosenfeld (Christian Bale) coneix en una festa a l'stripper Sydney Prosser (Amy Adams) i es converteixen en amants, malgrat que Irving està casat amb la inestable Rosalyn Rosenfeld (Jennifer Lawrence); Rosalyn es nega a divorciar-se amenaçant amb emportar-se al seu fill, Danny, lluny d'ell. Irving és un estafador i Sydney es converteix en la seva companya de malifetes, tot fingint ser una aristòcrata britànica anomenada Edith Greensly per tal d'atreure inversors, els diners dels quals Irving després malversa. Una de les seves víctimes resulta ser un agent del FBI, Richie DiMaso (Bradley Cooper), el qual promet alliberar-los si Irving li ajuda a detenir a altres quatre grans estafadors. Richie se sent atret per Sydney, qui inicia una relació amb ell, encara que sense revelar la seva veritable identitat.
Irving té a un dels seus amics que fingeix que és un ric xeic àrab, a la recerca de possibles inversions a Amèrica. Un soci seu suggereix que el xeic fa negocis amb Carmine Polito (Jeremy Renner), el nou alcalde electe de Nova Jersey, que havia legalitzat els jocs d'atzar a Atlantic City. Polito està tenint problemes per reunir els diners necessaris per a la renovació de la ciutat, i Richie dissenya un pla per atrapar a Polito. Per això, sol·licita al seu cap, Stoddart Thorsen (Louis C.K.), una transferència de 2 milions de dòlars a un compte controlat pel FBI; però Thorsen es nega. Sydney convenç a una secretària, Brenda (Colleen Camp), perquè transfereixi els diners sense que Thorsen ho sàpiga. Quan el cap de Thorsen, Anthony Amado (Alessandro Nivola), lloa la seva iniciativa, Thorsen ja no està en condicions de cancel·lar l'operació. Richie després organitza una reunió amb Polito i intenta enregistrar-lo tot acceptant suborns. Polito comença a sospitar i marxa, però Irving salva l'operació en convèncer-ho que el xeic és legítim.
Irving i Rosalyn sopen amb Polito i la seva esposa, Dolly (Elisabeth Röhm); Irving i Polito es fan amics i Irving es queda amb un sentiment de culpa sobre la seva participació en la conspiració. Polito després organitza una reunió amb el xeic en una festa i Richie fa que un altre agent, Paco Hernández (Michael Peña), es faci passar pel xeic. Irving es veu obligat a portar Rosalyn a la festa, i es fa amiga d'un mafiós, Pete Musane (Jack Huston), mentre que Irving, Polito i el xeic es reuneixen amb el cap de Musane, Victor Tellegio (Robert De Niro), qui vol obrir un casino a Atlantic City. Convenç Polito perquè suborni diversos funcionaris del govern per agilitar la ciutadania nord-americana del xeic i així assegurar el seu negoci, a més de sol·licitar una transferència de 10 milions de dòlars per demostrar la legitimitat del xeic. Richie, més tard, enregistra Polito subornant els funcionaris del govern.
Thorsen es nega a donar-li a Richie els 10 milions de dòlars, per la qual cosa Richie l'ataca; Irving que preocupat, ja que tem que Tellegio el persegueixi una vegada descobreixi l'estafa. Mentrestant, Rosalyn comença un romanç amb Pete i explica la participació d'Irving amb l'FBI. Irving és segrestat per Pete i promet donar-li a Tellegio 2 milions de dòlars per demostrar la legitimitat del xeic. Més tard s'enfronta a Rosalyn, qui anuncia que vol divorciar-se per estar amb Pete i afirma que a propòsit ella va deixar anar la informació sobre el FBI amb la finalitat de motivar Irving a desenvolupar un pla.
Sydney revela la seva veritable identitat a Richie i trenca amb ell, retrobant-se amb Irving. Més tard es reuneixen amb el suposat advocat de Tellegio, Alfonse Simone (Paul Herman) i Richie enregistra Simone parlant de les seves operacions il·legals. Brenda transfereix els 2 milions de dòlars al compte de Tellegio, i Richie, ansiós de glòria, ho celebra. Irving informa Polito sobre l'estafa, i Polito s'angoixa, al·legant que ell només volia millorar New Jersey i que el cuplpable va ser Irving qui el va involucrar. Richie, més tard, descobreix que Irving i Sydney han robat els 2 milions de dòlars i Alfonse en realitat era l'amic d'Irving, Ed Malone. Irving negocia per retornar els diners i salvar el FBI de la vergonya a canvi d'immunitat per a ell i Sidney i una reducció de la pena de Polito. Thorsen accepta i elimina Richie de l'operació. El seu paper en l'operació s'ignora en gran manera i roman en l'anonimat. Tellegio perdona Irving i Sidney per la seva contribució amb l'FBI, ja que li impedien acceptar el suborn, la qual cosa permetria al FBI processar-ho. Irving i Sidney van a viure junts, mentre Rosalyn se'n va a viure amb Pete. Comparteixen la custòdia de Danny, i Irving i Sidney utilitzen un préstec bancari per obrir un negoci de venda de pintures legals.

## Repartiment
- Christian Bale com a Irving Rosenfeld (basat en un col·laborador de l'FBI, Melvin Weinberg)
- Amy Adams com a Sydney Prosser / Lady Edith Greensly (basada en Evelyn Knight)
- Bradley Cooper com a Agent Richard "Richie" DiMaso (basat en Anthony Amorós, Jr.)
- Jennifer Lawrence com a Rosalyn Rosenfeld (basada en Cynthia Marie Weinberg)
- Jeremy Renner com a Carmine Polito (basat en Angelo Errichetti)
- Louis C.K. com a Stoddard Thorsen
- Jack Huston com a Pete Musane
- Saïd Taghmaoui com el xeic
- Shea Whigham com a Carl Elway
- Alessandro Nivola com a Anthony Amado
- Elisabeth Röhm com a Dolly Polito (basada en Dolores "Dodie" Errichetti)
- Paul Herman com a Alfonse Simone
- Robert De Niro com a Victor Tellegio
- Anthony Zerbe com a Senador de New Jersey (basat en el senador Harrison A. "Pete" Williams)
- Erica McDermott com a assistent de Carl Elway
- Colleen Camp com a Brenda

## Producció

### Desenvolupament
La pel·lícula va començar sent un guió d'Eric Warren Singer titulat American Bullshit. Va ser inclòs en el núm. 8 de la Black List de guions no produïts el 2010. La producció es va establir dins Columbia Pictures amb Charles Roven i Richard Suckle, a través d'Atlas Entertainment, que inicialment va considerar a Ben Affleck per la direcció; finalment David O. Russell va signar el contracte per dirigir la pel·lícula. Russell va reescriure el guió de Singer, reemplaçant els personatges amb caricatures de les seves respectives figures de la vida real.

### Filmació
El rodatge va començar el 8 de març de 2013. La pel·lícula va ser rodada a Boston, Massachusetts (a Worcester), i a la ciutat de Nova York. El rodatge es va suspendre arran de l'atemptat de la marató de Boston. Quan es va aixecar el bloqueig, la pel·lícula retornà al seu rodatge a Boston i va passar els seus últims dies de la producció a la ciutat de Nova York.

## Premis i Nominacions

### Premis Óscar
| Any  | Categoria                    | Nominat                                     | Resultat |
| ---- | ---------------------------- | ------------------------------------------- | -------- |
| 2014 | Millor pel·lícula            | Millor pel·lícula                           | Nominada |
| 2014 | Millor director              | David O. Russell                            | Nominat  |
| 2014 | Millor actor                 | Christian Bale                              | Nominat  |
| 2014 | Millor actriu                | Amy Adams                                   | Nominada |
| 2014 | Millor actor de repartiment  | Bradley Cooper                              | Nominat  |
| 2014 | Millor actriu de repartiment | Jennifer Lawrence                           | Nominada |
| 2014 | Millor vestuari              | Michael Wilkinson                           | Nominat  |
| 2014 | Millor muntatge              | Jay CassidyCrispin StruthersAlan Baumgarten | Nominat  |
| 2014 | Millor guió original         | Eric Warren SingerDavid O. Russell          | Nominat  |
| 2014 | Millor disseny de producció  | Judy Becker                                 | Nominat  |

### PremisGlobus d'Or
| Any  | Categoria                             | Nominat                               | Resultat   |
| ---- | ------------------------------------- | ------------------------------------- | ---------- |
| 2014 | Millor pel·lícula - Comèdia o musical | Millor pel·lícula - Comèdia o musical | Guanyador  |
| 2014 | Millor director                       | David O. Russell                      | Nominat    |
| 2014 | Millor actriu - Comèdia o musical     | Amy Adams                             | Guanyadora |
| 2014 | Millor actor - Comèdia o musical      | Christian Bale                        | Nominat    |
| 2014 | Millor actor de repartiment           | Bradley Cooper                        | Nominat    |
| 2014 | Millor actriu de repartiment          | Jennifer Lawrence                     | Guanyadora |
| 2014 | Millor guió                           | Eric Warren Singer David O. Russell   | Nominats   |

### Premis BAFTA
| Any  | Categoria                        | Nominat                      | Resultat   |
| ---- | -------------------------------- | ---------------------------- | ---------- |
| 2014 | Millor pel·lícula                | Millor pel·lícula            | Nominada   |
| 2014 | Millor director                  | David O. Russell             | Nominat    |
| 2014 | Millor actor                     | Christian Bale               | Nominat    |
| 2014 | Millor actriu                    | Amy Adams                    | Nominada   |
| 2014 | Millor actriu de repartiment     | Jennifer Lawrence            | Guanyadora |
| 2014 | Millor actor de repartiment      | Bradley Cooper               | Nominat    |
| 2014 | Millor guió original             | Eric SingerDavid O. Russell  | Guanyador  |
| 2014 | Millor maquillatge i perruqueria | Evelyne NorazLori McCoy-Bell | Guanyadora |
| 2014 | Millor disseny de vestuari       | Michael Wilkinson            | Nominat    |
| 2014 | Millor disseny de producció      | Judy BeckerHeather Loeffler  | Nominat    |

### Critics' Choice Movie Awards
| Any  | Categoria                    | Nominat                      | Resultat   |
| ---- | ---------------------------- | ---------------------------- | ---------- |
| 2014 | Millor pel·lícula            | Millor pel·lícula            | Nominada   |
| 2014 | Millor comèdia               | Millor comèdia               | Guanyadora |
| 2014 | Millor Repartiment           | Millor Repartiment           | Guanyador  |
| 2014 | Millor actor                 | Christian Bale               | Nominat    |
| 2014 | Millor actor de repartiment  | Bradley Cooper               | Nominat    |
| 2014 | Millor actriu de repartiment | Jennifer Lawrence            | Nominada   |
| 2014 | Millor director              | David O. Russell             | Nominat    |
| 2014 | Millor guió original         | David O. Russell Eric Singer | Nominat    |
| 2014 | Millor disseny de vestuari   | Michael Wilkinson            | Guanyador  |
| 2014 | Millor actriu en una comèdia | Amy Adams                    | Guanyadora |
| 2014 | Millor actor en una comèdia  | Christian Bale               | Nominat    |

### Premis del Sindicat d'Actors
| Any  | Categoria                    | Nominat            | Resultat  |
| ---- | ---------------------------- | ------------------ | --------- |
| 2013 | Millor repartiment           | Millor repartiment | Guanyador |
| 2013 | Millor actriu de repartiment | Jennifer Lawrence  | Nominada  |

### Premis Satellite
| Any  | Categoria                  | Nominat                      | Resultat  |
| ---- | -------------------------- | ---------------------------- | --------- |
| 2014 | Millor pel·lícula          | Millor pel·lícula            | Nominada  |
| 2014 | Millor director            | David O. Russell             | Nominat   |
| 2014 | Millor actriu protagonista | Amy Adams                    | Nominada  |
| 2014 | Millor actor protagonista  | Christian Bale               | Nominat   |
| 2014 | Millor actriu secundària   | Jennifer Lawrence            | Nominada  |
| 2014 | Millor actor secundària    | Bradley Cooper               | Nominat   |
| 2014 | Millor guió original       | David O. RussellEric Singer  | Guanyador |
| 2014 | Millor muntatge            | Jay CassidyCrispin Struthers | Guanyador |

### Premis del sindicat de productors
| Any  | Categoria                         | Candidat                          | Resultat |
| ---- | --------------------------------- | --------------------------------- | -------- |
| 2014 | Millor Producció d'una Pel·lícula | Millor Producció d'una Pel·lícula | Nominada |

### Premis del sindicat de directors
| Any  | Categoria       | Candidat         | Resultat |
| ---- | --------------- | ---------------- | -------- |
| 2014 | Millor director | David O. Russell | Nominat  |

### Premis SIBA
| "Any" | "Categoria"               | "Candidat"                                                                   | "Resultat" |
| ----- | ------------------------- | ---------------------------------------------------------------------------- | ---------- |
| 2013  | Millor Pel·lícula         | American Hustle                                                              | Nominada   |
| 2013  | Millor Pel·lícula-Comèdia | American Hustle                                                              | Guanyadora |
| 2013  | Millor Director           | David O. Russell                                                             | Nominat    |
| 2013  | Millor Guió               | American Hustle                                                              | Nominat    |
| 2013  | Millor Repartiment        | Christian Bale, Amy Adams, Bradley Cooper, Jeremy Renner i Jennifer Lawrence | Guanyador  |
| 2013  | Millor Actriu-Comèdia     | Amy Adams                                                                    | Nominada   |
| 2013  | Millor Actriu Secundària  | Jennifer Lawrence                                                            | Guanyadora |

### Cercle de Crítics de Nova York
Millor pel·lícula, guió i actriu secundària (Jennifer Lawrence)

### American Film Institute
Top 10 - Millors pel·lícules de l'any